# 76ers de Philadelphie
Maillots
Actualités
Les 76ers de Philadelphie (Philadelphia 76ers en anglais), également surnommés les Sixers, sont une franchise de basket-ball de la National Basketball Association basée à Philadelphie dans le Commonwealth de Pennsylvanie. Son histoire commence en 1939 sous le nom des Nationals de Syracuse, une équipe professionnelle indépendante qui rejoint la National Basketball League (NBL) en 1946. Les Nationals entrent en NBA trois ans plus tard lors de la fusion entre la NBL et la BAA (Basketball Association of America). Les 76ers concourent dans la NBA en tant que membre de la conférence Est, au sein de la division Atlantique et jouent leurs matchs au Wells Fargo Center.
Les 76ers ont eu une histoire importante, avec beaucoup des plus grands joueurs de l’histoire de la NBA tels que Wilt Chamberlain, Dolph Schayes, Hal Greer, Billy Cunningham, Julius Erving, Moses Malone, Charles Barkley, et Allen Iverson. Ils ont remporté trois titres NBA, leur premier dans la ville de Syracuse en 1955. Le deuxième titre est venu en 1967, avec une équipe menée par Chamberlain. Le troisième titre est remporté en 1983, remporté par une équipe composée d'Erving et Malone. Les 76ers n’ont été de retour en finales NBA qu’une seule fois depuis, en 2001, où ils ont perdu contre les Lakers de Los Angeles en cinq matchs.
Une longue période de reconstruction est entamée par la suite pour arriver à la nouvelle ère de « The Process » menée par Joel Embiid et Ben Simmons.

## Historique de la franchise

### Les années glorieuses (1950-1963)

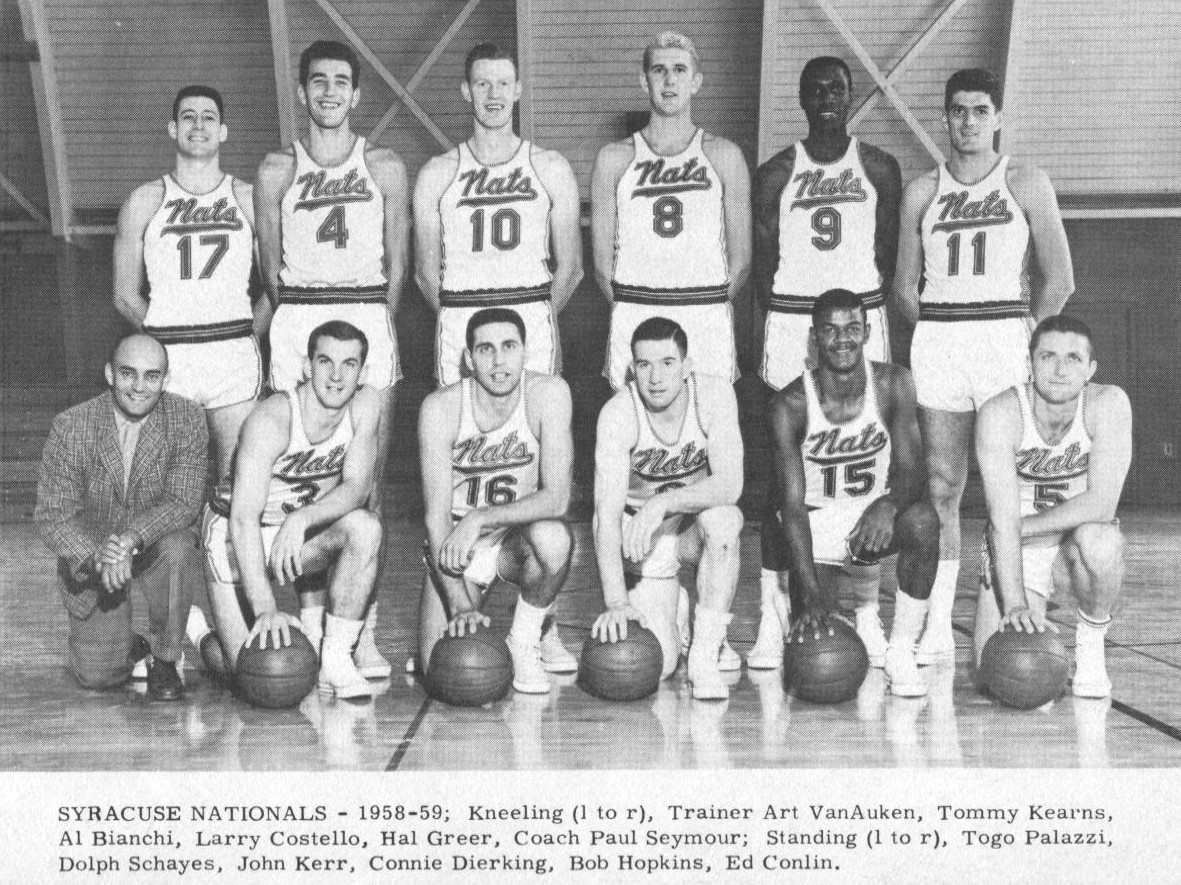
L'effectif 1958-1959 des Nationals de Syracuse comprenant notamment Dolph Schayes et Hal Greer.

Pour leur première saison en NBA, les Nationals menés par Dolph Schayes et Al Cervi, réalisent des merveilles en atteignant la finale après avoir écarté les Warriors de Philadelphie et les Knicks de New York. Seuls les Lakers de Minneapolis ont raison de la solide équipe de Syracuse comme ils le font à nouveau lors de la saison 1953-1954.

Le logo des Nationals de Syracuse

En 1954-1955, Paul Seymour, venu épauler Schayes, conduit les Nationals vers la troisième finale de leur histoire en sortant facilement les Celtics de Boston pour décrocher le titre de la division Est. Syracuse est opposée aux Pistons de Fort Wayne en finale. Lors de la septième manche décisive, George King scelle le sort du match et du championnat en marquant un lancer franc qui permet aux siens de mener 92-91 avant de réaliser une interception synonyme de victoire finale. Après ce titre, les Nationals restent de sérieux prétendants mais n’atteindront plus la finale du championnat avant de longues années.

### Le déménagement à Philadelphie (1963-1966)
Alors que la machine NBA commence à décoller, la petite ville de Syracuse n’est plus en mesure d’héberger une équipe de la ligue. En 1963, la franchise est rachetée par un magnat de la presse qui décide le déménagement vers Philadelphie. La ville retrouve une équipe NBA à peine un an après le départ des Warriors vers San Francisco. Le nom de l’équipe devient les 76ers de Philadelphie en souvenir de la signature de la Déclaration d'indépendance des États-Unis d'Amérique en Pennsylvanie en 1776. Des journalistes réduiront plus tard le nom en Sixers. Aujourd’hui, les deux sont utilisés pour définir la franchise de basket-ball.
Les 76ers acquièrent le grand Wilt Chamberlain en provenance des Warriors au cours de la saison 1964-1965. Emmenée par celui qui est à l’époque le meilleur marqueur de la ligue, l’équipe pousse les intouchables Celtics de Boston au septième match de la finale de la division Est. Menés 110-108, les 76ers sont définitivement assommés par l’interception d’une passe d’Hal Greer par John Havlicek. Les Celtics passent ce tour et remportent leur septième titre consécutif quelques jours plus tard. La saison suivante se termine au même stade à nouveau face à Boston.

### L’inoubliable saison 1966-1967

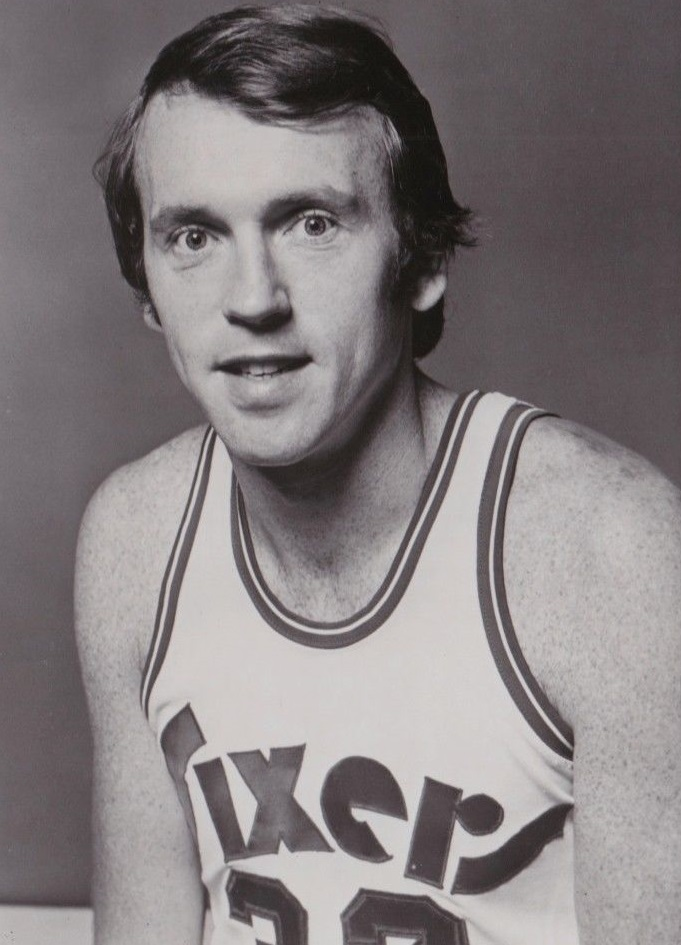
Billy Cunningham sous le maillot des Sixers de Philadelphie.

À l’été 1966, Alex Hannum prend en main une équipe performante mais qui bute systématiquement en play-offs. Les 76ers débutent la saison sur les chapeaux de roue et la terminent assez solidement pour établir le meilleur bilan jamais réalisé depuis la naissance de la ligue avec 68 victoires pour 13 défaites, sur 81 rencontres annuelles avec notamment une victoire 138-96 sur les Celtics de Boston pourtant champions NBA sur neuf des dix dernières saisons. Ce record est battu par les Bulls de Chicago de Michael Jordan lors de la saison 1995-1996 : 72 victoires pour seulement 10 défaites, puis par les Warriors de Golden State de Stephen Curry en 2015/2016 : 73 victoires et 9 défaites, qui égalent en 2016-2017 le meilleur départ de la saison sur 50 matches avec 46 succès et 4 défaites. Wilt Chamberlain (24,1 points avec 68 % de réussite, 24,2 rebonds et 7,8 passes de moyenne et son troisième titre de MVP), Hal Greer (22,1 points de moyenne), Billy Cunningham (18,5 points), Chet Walker (19.3 points) et Lucious Jackson ne se satisfont pas de cet exploit à l’heure de retrouver Boston en finale de Division. Dépassés par la tornade 76ers, les Celtics sont vaincus quatre manches à une sous les cris de spectateurs hurlant « Boston est mort ! » en référence à la fin d’un règne qui a duré huit saisons. La franchise de Philadelphie file alors vers un sacre annoncé que les Warriors de San Francisco ne peuvent empêcher.
Lors de la cérémonie célébrant les 35 ans de la NBA en 1981, l’équipe de la saison 1966-1967 est élue la meilleure de l’histoire de cette ligue.

### La chute et le retour au premier plan (1967-1976)
Au cours des playoffs de la saison 1967-1968, les 76ers sont amenés à croiser une nouvelle fois la route des Celtics de Boston sur le chemin d’un second titre. Alors qu’ils mènent aisément la série 3 à 1, les Sixers se démobilisent et perdent les trois matches suivants laissant les Celtics accéder à la finale.
À la suite de cet épisode et du départ de Wilt Chamberlain vers les Lakers de Los Angeles, la franchise de Pennsylvanie entre dans une période des plus difficiles. Les 76ers se qualifient bien pour les playoffs les trois saisons suivantes mais sans jamais dépasser le deuxième tour. En 1971-1972, l’équipe ne remporte que 30 matches et manque les playoffs pour la première fois dans l’histoire de la franchise. La saison suivante est catastrophique et le nombre de victoires chute à 9 pour 73 défaites. À peine sept ans après avoir établi le meilleur bilan jamais enregistré en NBA, les Sixers rendent la pire copie de l’histoire.
Au début de la saison 1973-1974, Gene Shue est nommé entraîneur pour relancer l'équipe. Les progrès, loin d’être fulgurants, sont néanmoins constants et l’équipe retrouve les playoffs en 1976 sous l’impulsion de George McGinnis.

### Doctor J au chevet de la franchise (1976-1982)
La saison 1976-1977 marque le retour à l’optimisme avec l’arrivée de Julius Erving, permise par le rachat de la franchise par le richissime F. Eugene Dixon. Les fans se remettent à rêver quand leurs protégés battent les ennemis héréditaires Celtics en 7 manches en demi-finales de conférence. Après avoir écarté les Houston Rockets de Moses Malone, Dr J et sa bande s’avancent pour défier les Portland Trail Blazers de Bill Walton. Les 76ers doivent finalement rendre les armes en 6 manches après avoir mené la confrontation 2 à 0.
Philadelphie atteint à nouveau les finales 3 ans plus tard sous les ordres de l’ancien joueur Billy Cunningham. Menés 3 victoires à 2, les Sixers reprennent confiance en apprenant la blessure de la star des Lakers, Kareem Abdul-Jabbar pour le 6e match de la série. Ils doivent déchanter face au talent du débutant Magic Johnson qui, aligné pour la première fois de la saison au poste de pivot, marque 42 points, prend 15 rebonds et délivre 7 passes. Il reçoit le titre de meilleur joueur (MVP) des finales en même temps qu’il prive Philadelphie d’un nouveau sacre.
Durant les playoffs 1981, les 76ers revivent l’expérience douloureuse de perdre, contre les Celtics, une série qu’ils menaient 3 victoires à 1. La saison suivante semble les condamner à connaître pareil sort quand Boston aligne deux victoires de suite pour égaliser à 3 partout et amener les Sixers à jouer le match décisif dans leur antre du Boston Garden. Cette fois, Philadelphie sort un match mémorable pour l’emporter 120-106 sous les encouragements des supporters des Celtics qui hurlent « Battez Los Angeles », dans un grand moment de l’histoire de ce sport. Les Sixers perdent en finale face aux Lakers mais retrouvent le sourire dès le début de la saison 1982-1983.

### L’historique saison 1982-1983: «Fo’, Fi’, Fo’»
Depuis maintenant quelques années, Philadelphie possède une équipe solide bâtie autour de Julius Erving et Bobby Jones mais échoue systématiquement dans la conquête d’un second sacre. Harold Katz rachète la franchise à Dixon en 1982 et s’offre une raison d’espérer le meilleur en recrutant Moses Malone, jusque-là pivot des Houston Rockets et rebondeur numéro 1 de la ligue.
L’équipe domine les débats, obtient le second meilleur bilan de son histoire avec 65 victoires pour 17 défaites tandis que Malone est élu meilleur joueur de la saison (MVP). À la question d’un journaliste qui lui demande comment vont se dérouler les playoffs à venir, le joueur répond : « Fo’, fo’, fo’ » pour « four, four, four » annonçant une victoire en 4 manches sèches à chacun des 3 tours. La conquête du titre est facile. Les Knicks sont battus 4 à 0, les Bucks 4 à 1 et les Lakers ne voient pas le jour dans une finale à sens unique (4 à 0). Malone reçoit le titre de meilleur joueur des finales et son « fo’, fo’, fo » presque prémonitoire devient le « fo’, fi’, fo’ » (« four, five, four ») résumant le meilleur bilan de l’histoire en playoffs (12 victoires pour une seule défaite).

### L’ère Charles Barkley (1984-1992)

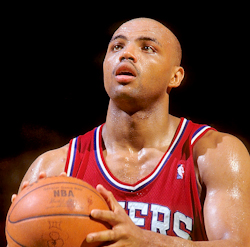
Charles Barkley sous le maillot des Sixers de Philadelphie.

Après une saison 1983-1984 achevée au premier tour des playoffs, les Sixers profitent de la draft pour sélectionner Charles Barkley en 5e position. Ce joueur au caractère bien trempé va régaler les fans de Philadelphie durant 9 saisons mémorables. Les 76ers disputent contre les Celtics une nouvelle finale de conférence qu’ils perdent en 5 manches. Matt Guokas remplace Billy Cunningham et mène la franchise au 2e tour des playoffs 1986, stade auquel les 76ers sont sortis par les Bucks de Milwaukee.
Le 16 juin 1986, Katz scelle les 2 opérations les plus critiquées de sa présidence en envoyant Moses Malone à Washington et en cédant le 1er choix de la draft à venir aux Cavaliers. En échange, Philadelphie reçoit Roy Hinson, Jeff Ruland et Cliff Robinson. Cleveland profite du « cadeau » pour sélectionner Brad Daugherty qui réalisera une carrière relativement courte mais des plus brillantes, obtenant notamment le statut de All-Star.
Après une nouvelle participation aux playoffs et le titre de meilleur rebondeur de la ligue pour Barkley, Guokas est remplacé par Jim Lynam au cours de la saison 1987-1988. Avec un bilan de 36 victoires pour 46 défaites, les Sixers manquent les playoffs pour la première fois depuis 1974-1975. Lors de la draft 1988, la franchise sélectionne Charles Smith avant de le céder aux Clippers de Los Angeles en échange de Hersey Hawkins. En 5 saisons à Philadelphie, ce dernier tourne à près de 19 points par match devenant le tireur à 3 points le plus prolifique de l’histoire de la franchise.
La saison 1988-1989 marque le retour des 76ers en playoffs. Les Knicks de Patrick Ewing ne leur font pas de cadeaux pour autant et les éliminent en 3 manches sèches dès le premier tour. En 1989-1990, Barkley termine deuxième du classement du meilleur joueur de la saison régulière derrière Magic Johnson pendant que les 76ers remportent la division Atlantique. Après avoir éliminé les Cavs au premier tour, les hommes de Lynam affrontent les Bulls de Chicago de Michael Jordan. Les Bulls ont besoin de 7 manches pour sortir les Sixers alors qu’en 1990-1991, il ne leur en faut que 5 pour obtenir le même résultat. Ce double échec face à Chicago marque le début de la fin de l’ère Barkley à Philadelphie. En 1991-1992, les 76ers manquent une nouvelle fois les playoffs et Barkley est envoyé à Phoenix en échange de Jeff Hornacek, Tim Perry et Andrew Lang.

### Les années sombres (1992-1996)
Le départ de Charles Barkley est très critiqué du côté de Philadelphie. Lynam renonce alors à son poste d’entraîneur pour devenir manager général de la franchise et confier les rênes de l’équipe à Doug Moe. Ce dernier ne reste en place que quelques mois avant que son assistant Fred Carter ne lui succède. En un an et demi Carter obtient un bilan de 32 victoires pour 76 défaites, ce qui lui coûte sa place ainsi que celle de Lynam. John Lucas devient entraîneur et manager général à l’orée de la saison 1994-1995. Lucas sort d’une période faste à la tête des Spurs de San Antonio et a pour mission de relancer les Sixers. L’expérience n’est pas concluante et l’équipe ne remporte que 42 matches en 2 ans. Cette période peu glorieuse s’explique par l’acquisition d’agents libres peu productifs ou de joueurs en fin de carrière et des mauvais choix de draft à l’image de Shawn Bradley.
Depuis 1990-1991, chaque saison a vu Philadelphie rendre un bilan plus mauvais que celui de la précédente. En 1995-1996, la franchise ne remporte que 18 victoires soit le second plus faible total de son histoire équivalent à l’avant dernière place de la ligue. Seule la nouvelle franchise des Grizzlies de Vancouver fait pire cette année-là. Katz l’impopulaire cède la franchise à un ensemble d’investisseurs mené par le propriétaire des Flyers de Philadelphie, l’équipe de hockey sur glace de la ville, Ed Snider qui place Pat Croce à la tête du groupe. Alors que les fans des Sixers se désespèrent, l’obtention du premier choix de la draft 1996 vient redonner le sourire aux plus sceptiques.

### «The Answer» (1996-2006)

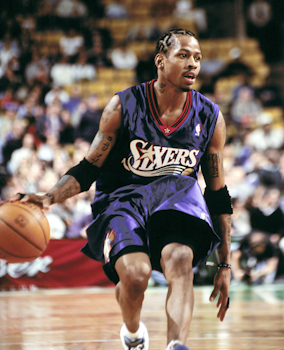
Allen Iverson sous le maillot des Sixers.

La franchise décide de mettre son avenir entre les mains d’Allen Iverson tout juste sorti de l’Université de Georgetown en espérant qu’il soit la réponse (« the Answer ») aux questions récurrentes. Les nouveaux propriétaires emmènent l’équipe vers le CoreStates Center pendant que Croce nomme Johnny Davis entraîneur dans l’espoir de renouer avec le succès. Bien qu’Iverson termine la saison 1996-1997 avec le titre de débutant de l’année, les résultats ne s’améliorent pas notablement pour l’équipe qui rend un bilan de 22 victoires pour 60 défaites.
Une vague de changements est alors annoncée à l’été 1997 : Davis est viré et le directoire adopte une nouvelle identité visuelle pour le logo et le maillot. Larry Brown, connu pour ses succès obtenus avec des franchises moribondes, est engagé pour prendre en main l’équipe. Le scoreur Jerry Stackhouse prend le chemin de Detroit en échange d’Aaron McKie et Theo Ratliff, 2 défenseurs de talent auxquels s’ajoutent Eric Snow en provenance de Seattle à l’hiver 1998. Les relations entre Brown et Iverson sont tendues mais les Sixers gagnent 9 matches de plus que la saison précédente.
La saison 1998-1999 écourtée à 50 matches marque un redressement net de la franchise de Pennsylvanie. Avec Tyrone Hill venu de Milwaukee, les Sixers remportent 28 victoires pour 22 défaites et retrouvent les playoffs après 7 saisons de privation. Les Pacers brisent néanmoins les rêves d’Iverson et compagnie dès le deuxième tour.
En 1999-2000, Philadelphie ne perd que 33 rencontres et se classe cinquième des classements de la conférence Est. Arrivant en pleine confiance pour aborder les playoffs, les Sixers sont à nouveau sortis par Indiana en 6 manches. La détérioration des relations entre Iverson et Brown fait naître les rumeurs de départ de l’arrière fantasque. Une vaste opération conclue entre 4 franchises et envoyant Iverson à Détroit capote pour des problèmes de masse salariale. Le All-Star, obligé de rester à Philadelphie, se décide à faire l’effort de se plier aux ordres de son entraîneur et c’est l’ensemble de l’équipe qui va en profiter.
Le début de la saison 2000-2001 est triomphal avec 10 victoires d’entrée et un bilan qui monte à 41-14. Larry Brown est appelé pour encadrer l’équipe de l’Est lors du All-Star Game au cours duquel Iverson remporte le titre de meilleur joueur. Les nouvelles sont moins bonnes du côté de Philadelphie avec la grave blessure de Theo Ratliff obligeant à recruter un pivot en cours de saison. Un accord avec les Hawks envoie Ratliff, Nazr Mohammed, Toni Kukoč et Pepe Sanchez à Atlanta en échange de Dikembe Mutombo. Les Sixers terminent la saison avec 56 victoires au compteur et se placent au premier rang de la conférence Est. Au premier tour des playoffs, Philadelphie rencontre les Pacers et malgré un excellent Reggie Miller, les Sixers s’imposent en 4 manches. Au deuxième tour, ce sont les Raptors de Toronto de Vince Carter qui s’avancent. Après 2 matches à plus de 50 points de la part d’Iverson, les 2 équipes se retrouvent pour un septième match au couteau. À 88-87 contre les Raptors, Carter manque le tir de la victoire et laisse les Sixers filer vers la finale de conférence face aux Bucks de Ray Allen. Après une série à suspense, Milwaukee doit baisser pavillon lors d’un septième match marqué par les 44 points de « the Answer » et l’apport du remplaçant Raja Bell. Les 76ers atteignent leur première finale NBA depuis 1983. Leurs adversaires pour la finale se nomment Kobe Bryant et Shaquille O'Neal vêtus du maillot jaune des Lakers de Los Angeles et qui viennent de remporter leurs 11 premiers matches de playoffs. La série s’ouvre sur l’envol des Sixers qui mènent rapidement le match 1 par 18 à 5. Incapables de maintenir cet écart, les Lakers reviennent à 94 partout pour s’offrir une prolongation. Après avoir encaissé un 5-0 d’entrée, Philadelphie inflige un 13-2 rédhibitoire pour remporter le match 107 à 101. Les Lakers empochent le match 2 sur le score de 98-89 avant d’être en position de lâcher le match 3. Shaquille O’Neal sorti pour 6 fautes, les Sixers recollent à 1 point à l’entame de la dernière minute de la rencontre. C’est à ce moment que Robert Horry sort du banc pour rentrer un tir à 3 points qui scelle la victoire de Los Angeles. Les Sixers ont laissé passer leur chance et perdent la série et le titre au match suivant. Allen Iverson est élu MVP de la saison, Brown entraîneur de l’année, Mutombo meilleur défenseur de la ligue et Aaron McKie meilleur 6e homme. Le tout couronnant une saison exceptionnelle pour la franchise de Pennsylvanie.
Bien que nourrissant de grandes ambitions pour la saison 2001-2002, les Sixers doivent se contenter de 43 victoires et d’une élimination au premier tour des playoffs face à Boston. 2002-2003 commence sur les chapeaux de roue avec 15 victoires pour seulement 4 défaites avant qu’un coup de moins bien ne vienne équilibrer le bilan à 25-24 au moment du All-Star Game. Au prix d’une excellente fin de saison, les 76ers se classent quatrième à l’Est. Iverson marque 55 points lors d’un match du premier tour victorieux face aux Hornets de La Nouvelle-Orléans avant que les Pistons de Détroit ne mettent fin à l’aventure en 6 manches.
Durant l’été 2003, Larry Brown démissionne pour rejoindre l'encadrement des Pistons et se voit remplacé par un de ces assistants, Randy Ayers qui ne reste que 52 matches. Chris Ford relève le défi mais ne parvient pas à qualifier l’équipe pour les playoffs pour la première fois en 6 ans. Pour la saison 2004-2005, c’est Jim O’Brien qui prend les commandes de l’équipe et décide de faire jouer Iverson exclusivement au poste de meneur. Il réalise alors sa meilleure saison avec des moyennes de 30,7 points, 4 rebonds et 7,9 passes décisives. En cours de saison, Chris Webber rejoint « the Answer » avec l’objectif d’offrir une deuxième option offensive majeure à l’équipe. Dans le sillage du débutant Andre Iguodala qui réalise une bonne première saison, les Sixers retrouvent les playoffs. L’armada Pistons menée par Larry Brown a raison de Philadelphie dès le premier tour et Jim O’Brien est remplacé par Maurice Cheeks, membre de l’équipe championne en 1983 pour entamer la saison 2005-2006.
L’intersaison est calme avec, parmi les principales arrivées, celles de Louis Williams drafté en 45e position et Steven Hunter venu des Suns pendant que les Sixers se séparent d’Aaron McKie. Présentant un bilan de 15 victoires pour autant de défaites à la fin du mois de décembre 2005, les Sixers ne parviennent pas à accélérer. Malgré un Iverson au sommet de son art et un solide Chris Webber, l’équipe marque en moyenne 7 points de moins en mars 2006 qu’en novembre 2005. Longtemps détenteurs du dernier billet pour les play-offs, les Sixers ne réussissent pas à résister au retour amorcé par les Bulls au mois d'avril. Avec un bilan final de 38 victoires pour 44 défaites, les Sixers terminent 9e de la Conférence Est.

### L'après «The Answer»
Cette nouvelle saison pour les Sixers est un tournant dans l'histoire de la franchise, Allen Iverson le leader de l'équipe demande à partir à la suite des résultats catastrophiques de l'équipe. Les dirigeants acceptent de le transférer après quelques semaines d'attente. Allen prend la direction du Colorado pour les Nuggets de Denver, où il a à ses côtés Carmelo Anthony. En contrepartie, Andre Miller et Joe Smith servent de monnaie d'échange. Les Sixers tournent donc définitivement le chapitre « The Answer », non sans regret. La franchise doit se reconstruire autour d'un autre A.I. (Andre Iguodala).
Le 11 janvier 2007, c'est au tour de Chris Webber, en fin de carrière, de quitter Philadelphie en rachetant son contrat pour partir à Detroit.
Les 76ers terminent péniblement l'exercice 2006-2007 avec le bilan de 35 victoires pour 47 défaites.
La saison 2007/2008 commence laborieusement pour Philadelphie mais une très bonne seconde partie de saison qualifie la franchise pour les play-offs. Septièmes malgré un bilan déséquilibré (40v-42d), l'équipe doit affronter les Detroit Pistons. Les deux premiers matchs ont lieu dans le Michigan, les 76ers parviennent à la surprise générale à remporter le premier de ces deux matchs. De retour dans leur salle, ils battent une première fois leurs adversaires avant de s'incliner lors du second match, puis de perdre la série (2-4 pour les Pistons).
Durant l'intersaison 2008, l'équipe continue sa reconstruction, notamment avec les signatures des agents libres Royal Ivey et Kareem Rush, la resignature de la « bonne surprise » Louis Williams, et prend également du volume grâce à la signature de l'agent libre All-Star Elton Brand, sortant d'une saison tronquée par une blessure (8 matches) avec les Clippers de Los Angeles : les 76ers font à nouveau figure d'équipe prétendant à une place en haut de tableau

### «The Process» (depuis 2013)

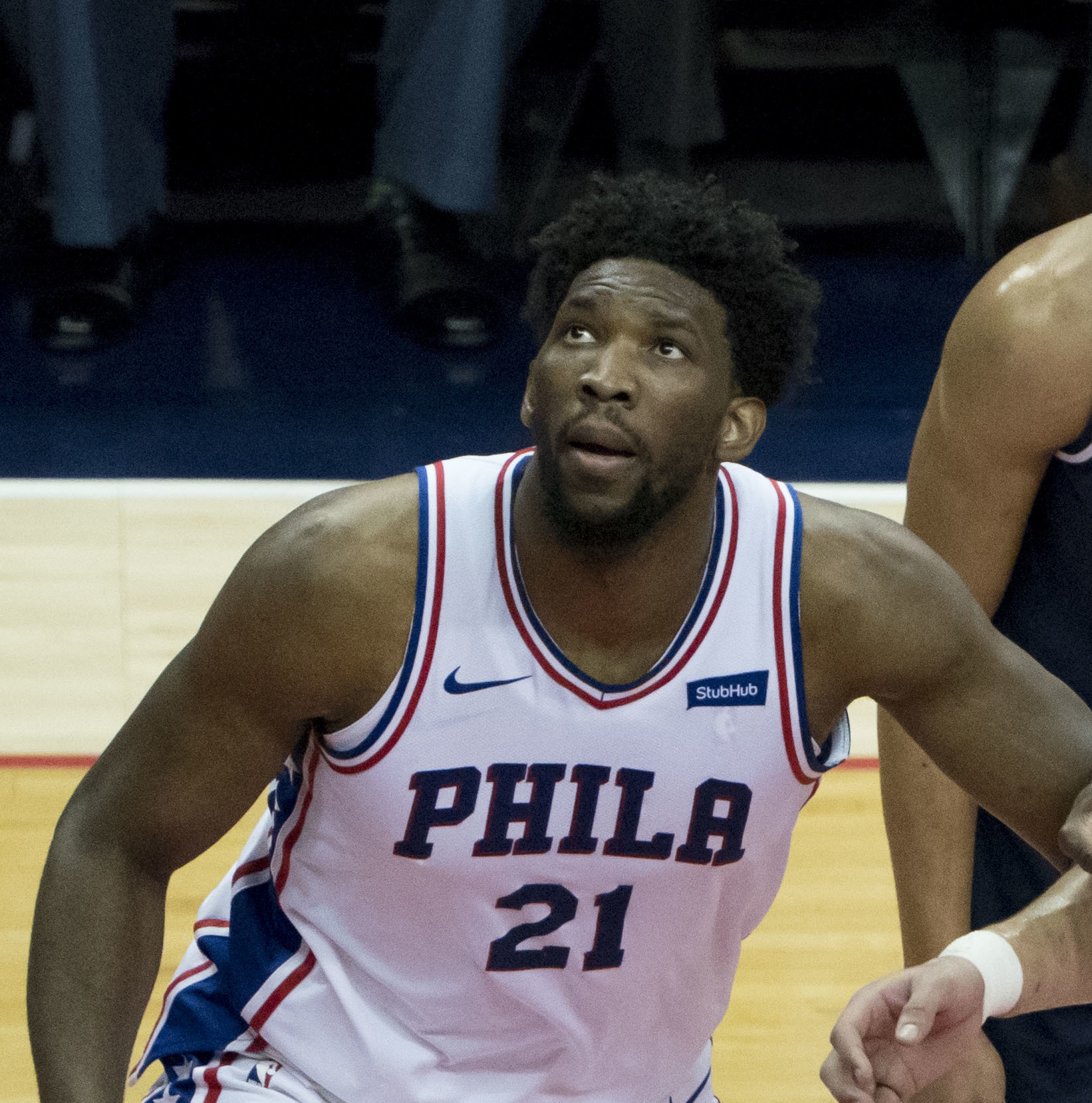
Joel Embiid précurseur du Process

Après la saison 2012-2013, les Sixers, dirigés par Sam Hinkie le nouveau général manager, ont choisi de se diriger vers la reconstruction de la franchise. L'effectif est totalement disloqué avec comme premier départ symbolique, celui de l'un meilleur scoreur à l'issue de la précédente saison Jrue Holiday contre Nerlens Noel et le 1er choix de draft des Pelicans. C'est le début de l'entreprise consistant à récupérer un maximum de choix de draft haut placés. Pour cela, Hinkie décide de « tanker » pour avoir l'espoir de récupérer les futurs talents de demain en profitant du système de la draft qui favorise les équipes les moins méritantes. Sam Hinkie va donc accepter de perdre de nombreux matchs sur plusieurs saisons dans le but de reconstruire sa franchise progressivement.
En 2015-2016, les Sixers perdent leurs 17 premières rencontres. Philadelphie ayant terminé l'exercice 2014-2015 par dix défaites, ils battent le record de la plus longue série de défaites pour une équipe d'un sport majeur américain, effaçant la série de 26 défaites consécutives de l'équipe de football américain des Buccaneers de Tampa Bay durant la saison NFL 1977.
Lors de la saison 2016-2017, les Sixers peuvent enfin compter sur leur 3e choix de la draft 2014, Joel Embiid. Handicapé par des blessures au pied ses deux premières saisons, il peut jouer tout en étant limité en minutes, mais cela lui permet tout de même de montrer toute l'étendue de son talent: il met 33 points, 10 rebonds et 4 contres face aux Nets de Brooklyn en seulement 27 minutes le 18 décembre 2016. En revanche, Ben Simmons, premier choix de la draft 2016, se blesse au pied droit et manque plusieurs mois de compétition, empêchant les 76ers de développer toutes leurs capacités, et ce malgré l'arrivée de jeunes et talentueux joueurs (Dario Šarić, Sergio Rodriguez, Timothé Luwawu). En fin de saison, la franchise échange, lors de la draft 2017 de la NBA, le troisième choix pour le premier afin de sélectionner Markelle Fultz.

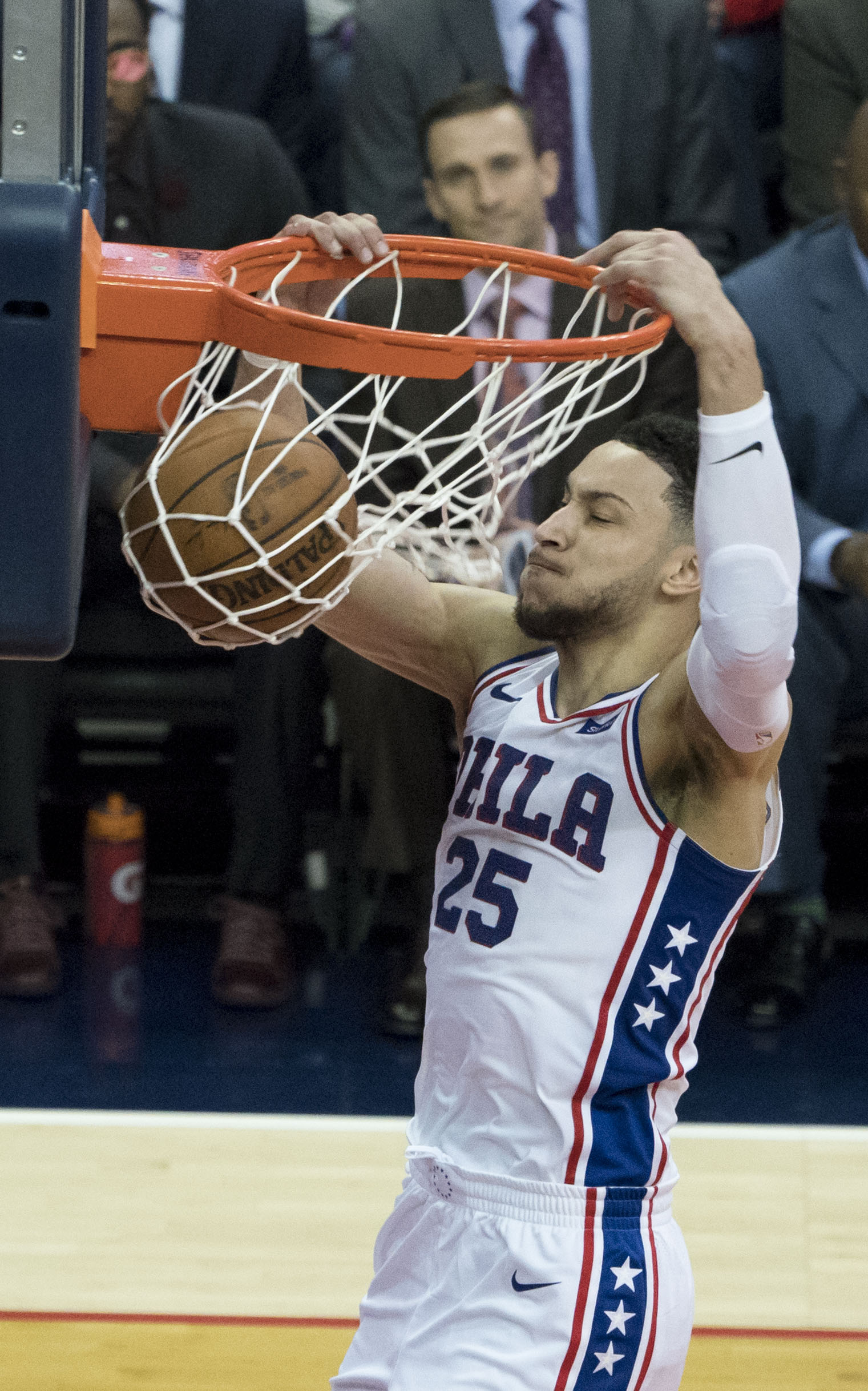
Ben Simmons

La saison NBA 2017-2018 est la meilleure saison depuis la saison 2011-2012 puisque l'équipe termine à la 3e place de la conférence Est, avec un bilan de 52v-30d. Une qualification en playoffs est assurée, lors du 1er tour, ils affrontent le Heat de Miami qu'ils éliminent en 5 matchs (4-1). Néanmoins, ils sont éliminés en demi-finales de conférence par les Celtics de Boston en 5 matchs également (1-4).
Le 7 juin 2018, la franchise se sépare de leur général manager Bryan Colangelo à la suite d'une controverse. Il est remplacé par Elton Brand le 18 septembre 2018, ancien vice-président des opérations basket de l'équipe.
Lors de la saison NBA 2018-2019, la franchise va effectuer un premier transfert, le 12 novembre 2018, pour renforcer son secteur extérieur avec les Timberwolves du Minnesota. Ils envoient Dario Šarić, Robert Covington, Jerryd Bayless et un second tour de draft 2022, afin de recevoir Jimmy Butler et Justin Patton. Juste avant la fermeture du marché des transferts, ils renforcent une fois leur effectif en accueillant Tobias Harris, Boban Marjanović et Mike Scott, en provenance des Clippers de Los Angeles. Les 76ers envoient Wilson Chandler, Mike Muscala, Landry Shamet et des tours de draft vers la franchise californienne. Ils se positionnent à la 3e place à la fin de la saison, en prévision de Playoffs, durant lesquelles ils éliminent les Nets de Brooklyn. Néanmoins, ils sont éliminés par les Raptors de Toronto, champions de cette campagne, au terme du match 7, sur un tir au buzzer à 2 points de Kawhi Leonard. Cela marque à nouveau un échec pour l'équipe qui ne parvient pas à atteindre les finales de conférence malgré les espoirs portés durant toute la saison.
L'intersaison est marquée par le renouvellement du contrat de Tobias Harris, ainsi que la signature d'Al Horford, renforçant le secteur intérieur de l'équipe. Cela conduit au départ de Jimmy Butler pour le Heat de Miami.
La saison 2019-2020 débute bien pour l'équipe puisqu'ils se positionnent dans le haut de la conférence Est grâce à un style porté sur le jeu intérieur, avec des joueurs de grande taille. Sur le papier, l'équipe a beaucoup de potentiel, et nombreux sont ceux qui voient les 76ers comme de potentiels favoris pour aller en finale de conférence, voire en finale NBA. Cependant, après une saison plus ou moins mouvementée (rythmée par des blessures et des performances décevantes), les 76ers se hissent à la 6e place de la conférence. Lors du 1er tour des playoffs 2020, ils affrontent les Celtics de Boston, sans leur meneur All-Star, Ben Simmons, et sont éliminés en quatre matchs. Les réactions de certains cadres de l'équipe ne se font pas attendre. Le lendemain de l'élimination, Brett Brown est limogé de la franchise.
À l'intersaison, Doc Rivers est nommé au poste d'entraîneur en chef pour un contrat de 5 ans. S'ensuit le recrutement de Daryl Morey (en), ancien général manager des Rockets de Houston, au poste de président des opérations basket-ball. Le départ d'Horford permet l'arrivée de joueurs expérimentés comme Dwight Howard, Seth Curry et Danny Green, ces deux derniers permettant d'espacer le jeu et d'amener du tir extérieur. Cependant, malgré une saison finie à la première place de la conférence Est, les 76ers sont sortis en 7 manches par les Hawks d'Atlanta de Trae Young qui ont su exploiter la principale faille des Sixers : Ben Simmons et son tir.
En février 2022, Ben Simmons est échangé pour James Harden.
Le 3 mai 2023, Joel Embiid remporte le titre de MVP devant Nikola Jokić et Giánnis Antetokoúnmpo. Il devient ainsi le 5e MVP de l'histoire des 76ers.
Le 22 janvier 2024, Embiid marque 70 points face aux Spurs de San Antonio et établit un nouveau record du nombre de points marqués lors d'une rencontre pour un joueur des Sixers. Il bat le précédent record de 62 points marqués par Wilt Chamberlain en 1967.

## Couleurs et symboles

### Logo
En mai 2015, les 76ers présentent leur nouveau logo.

Évolution du logo
Logo de 1963 à 1977.
Logo de 1977 à 1997.
Logo de 1997 à 2009.
Logo de 2009 à 2015.
Logo depuis 2015.

### Maillots
Depuis que Nike fournit l'ensemble des tenues aux équipes de NBA, en 2017, les maillots « domicile » et « extérieur » ont été remplacés par une collection plus fournie, pouvant servir aussi bien en déplacement qu'à domicile, portant les noms « association », « icon », « statement » et « city », et pour certaines équipes en plus une version « classic » reprenant le design d'anciens maillots. Les équipes qualifiées pour les playoffs 2019 et 2020 se sont vues dotées d'une tenue supplémentaire, dénommée « earned ».

## Palmarès
- Champion NBA (3) : 1955 (Nationals de Syracuse), 1967 et 1983.
- Champion de la Conférence Est (5) : 1977, 1980, 1982, 1983 et 2001.
- Champion de la Division Est (6) : 1950, 1952, 1955 (Nationals de Syracuse), 1966, 1967 et 1968.
- Champion de la Division Atlantique (6) : 1977, 1978, 1983, 1990, 2001 et 2021.
- 12 titres de champion de division au total.

## Maillots retirés
- 2 - Moses Malone
- 3 - Allen Iverson
- 4 - Dolph Schayes
- 6 - Julius Erving
- 10 - Maurice Cheeks
- 13 - Wilt Chamberlain
- 15 - Hal Greer
- 24 - Bobby Jones
- 32 - Billy Cunningham
- 34 - Charles Barkley

## Meilleurs marqueurs de l'histoire de la franchise
| Place                                                                                        | Nom du joueur                              | Pays       | Points |
| -------------------------------------------------------------------------------------------- | ------------------------------------------ | ---------- | ------ |
| 1er                                                                                          | Hal Greer 1958 - 1973                      | États-Unis | 21 586 |
| 2e                                                                                           | Allen Iverson 1996 - 2006                  | États-Unis | 19 931 |
| 3e                                                                                           | Dolph Schayes 1948 - 1964                  | États-Unis | 18 438 |
| 4e                                                                                           | Julius Erving 1976 - 1987                  | États-Unis | 18 364 |
| 5e                                                                                           | Charles Barkley 1984 - 1992                | États-Unis | 14 184 |
| 6e                                                                                           | Billy Cunningham 1965 - 1972 / 1974 - 1976 | États-Unis | 13 626 |
| 8e                                                                                           | Joel Embiid 2014 -                         | Cameroun   | 12 523 |
| 7e                                                                                           | Johnny Kerr 1954 - 1965                    | États-Unis | 11 699 |
| 9e                                                                                           | Maurice Cheeks 1978 - 1989                 | États-Unis | 10 429 |
| 10e                                                                                          | Andre Iguodala 2004 - 2012                 | États-Unis | 9 422  |
| Dernière mise à jour : 19 octobre 2024 En gras : Joueurs évoluant toujours dans la franchise |                                            |            |        |

## Records de la franchise
Les records individuels pour la franchise sont :
| Statistique                                                                          | Nom du joueur    | Nombre                 |
| ------------------------------------------------------------------------------------ | ---------------- | ---------------------- |
| Meilleur marqueur                                                                    | Hal Greer        | 21 586 points          |
| Meilleur passeur                                                                     | Maurice Cheeks   | 6 212 passes décisives |
| Meilleur rebondeur                                                                   | Dolph Schayes    | 11 256 rebonds         |
| Meilleur contreur                                                                    | Julius Erving    | 1 293 contres          |
| Meilleur intercepteur                                                                | Maurice Cheeks   | 1 942 interceptions    |
| Tirs marqués                                                                         | Hal Greer        | 8 504 tirs marqués     |
| Meilleur pourcentage au tir                                                          | Wilt Chamberlain | 58,3 %                 |
| 3 points marqués                                                                     | Allen Iverson    | 885                    |
| Meilleur pourcentage à 3 points                                                      | Dana Barros      | 42,6 %                 |
| Lancers-francs marqués                                                               | Dolph Schayes    | 6 712 tirs             |
| Meilleur pourcentage au lancer-franc                                                 | J. J. Redick     | 90,5 %                 |
| Matchs joués                                                                         | Hal Greer        | 1 122 matchs           |
| Dernière mise à jour : 15 février 2019 : Joueurs évoluant toujours dans la franchise |                  |                        |